# 日蒙
日蒙（法語：Gimont，法語發音：[ʒimɔ̃]）是法国热尔省的一个市镇，属于欧什区。

## 地理
日蒙（43°37'35"N, 0°52'36"E）面积27.58 平方千米，位于法国奧克西塔尼大區热尔省，该省份为法国西南部内陆省份，北起顺时针与洛特-加龙省、塔恩-加龙省、上加龙省、上比利牛斯省、大西洋比利牛斯省和朗德省接壤。
与日蒙接壤的市镇（或旧市镇、城区）包括：埃斯科讷伯夫、欧比耶、日斯卡罗、瑞耶、莫朗、蒙费朗萨韦斯、蒙蒂龙。

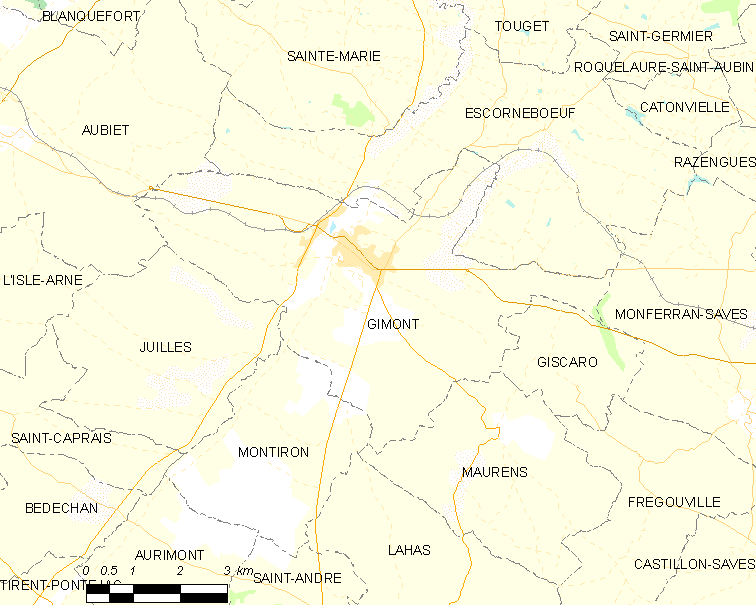
日蒙的OSM定位图

日蒙的时区为UTC+01:00、UTC+02:00（夏令时）。

## 行政
日蒙的邮政编码为32200，INSEE市镇编码为32147。

## 政治
日蒙所属的省级选区为日莫讷-阿拉茨县。

## 人口

1962-2008年间日蒙人口变化图示

日蒙于2022年1月1日时的人口数量为3110人。